# Mieke Havik
Maria Sylvia (Mieke) Havik (Volendam, 18 januari 1957) is een voormalig langebaanschaatster en wielrenster. In 1984 was zij de allereerste geletruidraagster in de Tour Féminin, de latere Tour de France Femmes.

## Biografie
Havik is de dochter van een procuratiehouder. Ze begon oorspronkelijk met langebaanschaatsen en reed daarin wedstrijden op Thialf. Een rugblessure verhinderde haar daarin verder te gaan. Omdat ze met sport bezig wilde blijven begon ze met wielersport. Ze vroeg een licentie aan en sloot zich aan bij WV Volendam. In 1978 fietste ze tamelijk onvoorbereid haar eerste wedstrijd, meteen op de baan van het Olympisch Stadion Amsterdam. Ze werd zevende. In 1979 nam ze voor het eerst deel aan wegwedstrijden.
In haar sportleven studeerde ze aan de sociale academie cultureel-maatschappelijk werk te Amsterdam en rondde die in 1982 af.
Alhoewel ze dus stopte met schaatsen schakelde Havik de ex-schaatser en schaatscoach Eddy Verheijen in voor het wielrennen. Deze hield van een schematische aanpak, die voor haar echter niet goed uitpakte. Ze reed snel, maar won tijdens het wielrennen nooit een prijs. Daarom werd ze gepasseerd bij de keus voor de Olympische Zomerspelen 1984 te Los Angeles. Wel nam ze deel aan de Tour Féminin 1984, die toen voor het eerst georganiseerd werd. 
Havik boekte drie etappezeges in de eerste Grande Boucle Féminine (1984), waaronder de startetappe. Ze veroverde daarmee de allereerste gele trui uit het bestaan van dat wielerevenement voor vrouwen. Ze wist de gele trui nog zes dagen te dragen en hield er uiteindelijk de groene trui aan over.
Dat succes bracht veel werk en reizen met zich mee. In die periode was Havik fan van het Nederlandse radioprogramma Met het oog op morgen en met name van radioproducent Hans Hogendoorn, die ook tourjournaals verzorgde. Later trouwden ze.
Op 19 september 1983 verbrak Havik het wereldrecord over 100 kilometer op de overdekte baan. In Rotterdam Ahoy verbeterde ze, onder leiding van Verheijen en teamleider Leon Hermans, het record van Olga Sidirenko van 2:41:52 naar 2:31:40. Het verschil had groter kunnen zijn als ze niet werd getroffen door een valpartij en twee lekke banden op de baan. Ze was toen net tweede geworden bij het Nederlands Kampioenschap achter Thea van Rijnsoever. Bij het Wereldkampioenschap speelde ze geen rol van betekenis. Een nieuwe uitdaging werd het werelduurrecord van Keetie van Oosten-Hage (haar voorbeeld) en later Jeannie Longo. Al die tijd was ze leidend aanwezig in de Wielrensters Belangenvereniging (WBR). 
In februari 1985 reed Havik de Elfstedentocht uit. Vanwege een hersenschudding moest ze de Tour de France dat jaar aan zich voorbij laten gaan, maar in 1986 name ze wel deel en had ze een dienende rol. 
In 1987 wilde Havik voor het werelduurrecord gaan, maar de organisatie kende een rommelige aanloop. De recordpoging werd steeds opgeschoven en verplaatst. Het vond niet plaats in Mexico of Zürich, maar uiteindelijk in Wenen. Havik, die zowel fysiek als mentaal begeleid werd, moest tijdens dat traject op haar top blijven. Toen het zover was, bleek ze niet de benen te hebben. Het record bleef op naam van Jeannie Longo. Er volgde nog een onderzoek waarin geconcludeerd werd dat de mentale begeleiding onvoldoende was geweest. Havik zelf zag Verheijen als 'boosdoener'. Ze stelde dat ze door die schematische aanpak van hem was overtraind. Een breuk met Verheijen volgde, waarbij hij haar adviseerde om te stoppen. Havik besloot echter door te gaan en werd nog Nederlands kampioen. Ook behaalde ze een laatste ritzege in de Tour Féminin van 1987. Daarna stopte ze met wielrennen, mede vanwege de geboorte van haar dochter. Dat abrupt stoppen bleek niet gezond. Vanwege hartritmestoornissen moest ze onder medische begeleiding aftrainen.
Na haar topsportcarrière is ze zich gaan richten op haptotherapie en had hierin jarenlang een eigen praktijk in Heeze. Ze hertrouwde met Thea Sybesma, triatlete, duatlete en arts. Mieke Havik heeft drie dochters. 

## Voorvechtster en rolmodel
Wielrennen voor vrouwen was lange tijd alles behalve vanzelfsprekend. Naar het grote voorbeeld van Jan Janssen en rivaal Herman van Springel deed Havik in haar jeugd vaak wedstrijdjes met haar broer Henk (1961) die later ook wielrenner zou worden. Havik was haar tijd ver vooruit, trainde twee keer per dag en deed onder meer al oefeningen voor haar core stability. In het begin van haar wielerloopbaan was het vrouwenwielrennen nog vaak onderwerp van spottende en denigrerende opmerkingen. Tijdens haar eerste tourdeelname in 1984 merkte Havik hoezeer het vrouwenwielrennen niet serieus werd genomen, ook niet door mannelijke collega's. Marc Madiot bijvoorbeeld vond het "geen gezicht" en toen Havik in de gele trui reed zei Gerrie Kneteman daarover "De gele trui voor een vrouw kenne ze beter een bolletjestrui noemen". Dergelijke uitspraken pasten in een patroon van opmerkingen over wielrensters - vaak over te dikke benen, de huwelijkse status, eventuele kinderen en mogelijke littekens bij een valpartij. Het weerhield Havik nergens van, ze zag dit vooral als aanmoediging om de vrouwelijke tak van het wielrennen naar een nog hoger niveau te tillen.
Mieke Havik ontwikkelde zich tot voorvechtster van het vrouwenwielrennen. Ze uitte regelmatig kritiek op wielerorganisaties, onder meer over het prijzengeld. "Wij hebben helemaal niks te verdelen. Wat wij te verdelen hebben is een hesje, meer niet" zei ze hierover. In haar praktijk toonde ze trots al haar winnaar-shirts, waar Jean Nelissen aan had bijgedragen. 
Na jaren van 'stilte' kwam Havik steeds meer in de publieke belangstelling. Zo werd ze uitgenodigd bij de startetappe van de Ronde van Frankrijk voor vrouwen 2024 in Rotterdam, die ze opende samen met burgemeester Ahmed Aboutaleb. In 2025 was ze aanwezig bij de boekpresentatie van Vive le tour, vive les femmes in het Olympisch Stadion en volgden artikelen over haar in diverse landelijke kranten.

## Belangrijkste overwinningen
1982
- Nederlands kampioenschap baanwielrennen omnium

1983
- wereldrecord 100 km indoor

1984
- 1e etappe Tour de France voor vrouwen
- 2e etappe Tour de France voor vrouwen
- 5e etappe Tour de France voor vrouwen
- Eindwinnaar van de Groene trui

1987
- Nederlands kampioenschap op de weg